# 森野いずみ
森野 いずみ（もりの いずみ、1981年3月5日 - ）は、日本の元AV女優。バンビプロモーションに所属していた。
2011年にデビューした森野いづみ（爆乳系）とは別人。
また、2020年にデビューした森野いずみ（ニューハーフ）とは別人。

## 略歴
1999年、「秘め恥め 3」でAVデビュー。
1999年、オリジナルビデオ「新任女教師 狂った果実」で主演。

## 人物
趣味:ショッピング。
好きな物:トマトジュース（一日に2缶以上、多いときは6缶）。

## 出演作品

### アダルトビデオ（撮り下ろし）
1999年
- 秘め恥め 3（12月30日、シャイ企画 FE-465）

2000年
- WOW !（1月28日、シャイ企画 FE-469）
- EZ Sister（2月22日、シャイ企画 FE-474）
- ぷちあくま（3月24日、シャイ企画 FE-478）VHS
  - ぷちあくま ノーカットフルバージョン（2003年6月20日、シャイ企画 RFEDV-186）DVD
- プリティワイフ 11（4月14日、SeXiA SEA-161）
- Feel Me Only -伝えたい…この快感!!-（5月19日、シャイ企画 RFEDV-019）
- 原点（5月26日、KUKI KT-445）
- No.1（6月26日、KUKI JF-609）
- Aqua Shine（7月21日、アトラス21 A00-073）
- NEO出血大制服 61 （8月17日、アトラス21 A00-82）
- 性シャワーに溺れて（8月20日、アトラス21 TIA-09）
- あぶない放課後…ブルマでおしゃぶり編（9月30日、Miss Christine VMC-20）
- レイプ！花のお天気お姉さん 3（10月31日、Miss Christine VMC-22）
- 女豹レイプ 変態色狂物語（11月27日、芳友舎/サム VSV-022）
- 猥褻MAX（12月8日、宇宙企画 IT-67）

2001年
- 真・コスプレ補完計画 イズミ、覚醒（1月25日、HRCホームビデオ HRC-353）VHS
  - 真・コスプレ補完計画 イズミ、覚醒（7月27日、HRC HDV-024）DVD
- 制服のお部屋いずみのSEXドール（2月25日、Miss Christine LMC-4）
- フィール・ミー・オンリー（4月2日、シャイ企画 FEDV-19）
- ナマいずみ（4月14日、プリンス PRS-046）
- 夜勤病棟 看護研修生いずみ（5月30日、ビッグモーカル BMD-116）
- 監禁少女地獄（7月1日、MOODYZ MDID-048）
- LOVE GIRL 森野いずみ（8月15日、MOODYZ MDI-054）
- エロエロ大作戦 森野いずみ 椎名真希（9月15日、MOODYZ MDQD-17）
- ロリータと呼ばないで（10月1日、MOODYZ MDI-71）VHS
  - ロリータと呼ばないで（2002年12月15日、MOODYZ MDID-071）DVD
- LOVE DATE（11月1日、MOODYZ MDI-76）VHS
  - LOVE DATE（12月15日、MOODYZ MDID-076）DVD

2002年
- 全裸女教師（9月6日、トータル・メディア・エージェンシー TVR-24）VHS
  - 全裸女教師（9月6日、トータル・メディア・エージェンシー 10ID-39）DVD

### アダルトビデオ（編集もの）
2000年
- 宇宙企画DX 120分スペシャル コスプレ編 7（7月29日、宇宙企画 MDV-32）全12名
  - 宇宙企画DX 120分スペシャル コスプレ編 7（2001年11月22日、宇宙企画 RMD-036）全12名
- 原点＋α（8月10日、KUKI KT-460）全7名
- プリティワイフ2001（9月22日、レイジングカンパニー OSD-37）全5名
- シャイDX2001 女優編（11月21日、シャイ企画 FEDX-14）全8名

2001年
- NEO出血大制服 完全版 VOL.2（4月20日、アトラス21 AVD-056）全22名
- service(2) 岡崎美女 雪野弥生 森野いずみ（4月27日、アトラス21 ADD-21）全3名
- コスプレロワイヤル（5月25日、KUKI KTD-004）全9名
- プリティワイフ Re-mix（5月31日、SexiA SEA-215）全7名
- 宇宙企画2001DX（6月17日、宇宙企画 FX-49）全10名
- Miss.Christine Best Angels（6月21日、ビデオバンク BNDV-048）全24名
- AV2001 Vol.1（7月20日、ビデオバンク ARD-026）全20名
- マウスペット20 PART.2（7月25日、エッチ アール シー HRC-359）全20名
- 宇宙企画DX 120分スペシャル 8（8月15日、宇宙企画 MDV-039）全10名
- ナースの御奉仕【AV業界を代表する10人の女優たちがナース姿で完全看護】（9月11日、アトラス21 A01-091）全10名
- シェールプレミアムセレクション VI（9月25日、エッチ アール シー HRC-361）全6名

2002年
- 女学園ラビリンス（1月16日、h.m.p HODV-061）全3名
- CHER BEST SELECTION 6（1月25日、シェール HDV-030）全5名
- KUKI Best COLLECTIONS VOL.5 可愛あずさ 聖さやか 北条香理 森野いずみ 白川瀬里奈（3月22日、KUKI KDV127）全5名
- 犯された女たち（9月1日、ムーディーズ MDED-008）全10名
- セクシアミルク（9月26日、トライハートコーポレーション SXD-44）全15名
- レズ好きな女たち 17women（10月15日、ムーディーズ MDED-019）全17名
- LOVE GIRL 総集編（12月1日、ムーディーズ MDED-031）全5名
- ル〜ズSEX 10人のエッチな制服アイドル（12月21日、ビデオバンク BNDV-00083）全10名

2003年
- メガネっ娘11人（2月7日、TMA TWD-1）…オムニバス形式作品 他出演:森村ハニー、ひろせまなつ、綾瀬ルリ、大空あすか、加山由衣、澤村美旺、本上はるか、日高マリア、臼井利奈、川瀬あすか 全11名
- Fresh！ウエイトレスCLUB（2月12日、アトラス21 A03-021）全10名
- 青姦天国（3月1日、ムーディーズ MDED-055）全10名
- MOODYZ女優コレクション 2（4月15日、ムーディーズ MDED-066）全20名
- ブルマ 体操服 スクール水着 BEST（5月15日、ムーディーズ MDED-075）全12名
- フェラチオBEST 2（7月1日、ムーディーズ MDED-091）全14名
- レズビアンBEST（7月1日、ムーディーズ MDED-093）全16名
- カリスマ女教師 加山由衣 森野いずみ 長谷川留美子 小川みゆき ほか（7月4日、TMA TWV-20）全30名
- ロ○ータBEST（7月15日、ムーディーズ MDED-097）全7名
- おっぱい1000個コレクション 2（10月15日、ムーディーズ MDED-131）全12名
- NEO出血大制服ノーカット VOL.8（12月26日、アトラス21 BVD-025）全4名

2004年
- ザ 潮吹きBomb 4時間（1月10日、ビデオバンク BNDV-172）全23名
- ホスピタルエンジェル（3月31日、アトラス21 BVD-34）全13名
- ATLAS TWENTY ONE（8月20日、アトラス21 AVD-200）全60名 ※アトラス10周年、200タイトル目達成記念作品

2005年
- ちびっこAVアイドル50人4時間（4月10日、ビデオバンク BNDV-274）全50名

2007年
- プリティワイフ DX 美里ミリ 森野いずみ 宮澤ゆうな（6月13日、NEO ATLAS UQUV-119）全3名
- BEST HIT TMA100 TMA・7年間の集大成 8時間 [2枚組]（7月27日、トータル・メディア・エージェンシー 15ID-043）多数出演

2008年
- 豪華人気女優大集合!イキまくり絶頂FUCK 2 8時間（2月19日、A-BOX ABOD-227）全11名
- 超豪華有名女優のコスプレFUCKコレクション（11月25日、アウトビジョン HWWX-001）全14名

2009年
- あのアイドルがスーパーリマスターREMIXで甦る 森野いずみ（1月1日、ビデオバンク BNDV-613）

2010年
- スーパー尻バックBomb! 8時間（6月12日、ビデオバンク BNDV-769）全27名

2011年
- 激裏通信 15 森野いずみ 森村ハニー 薫桜子（10月19日、麒麟堂 DGU-15）全3名

2014年
- 復刻セレクションNEO Wパック 原点 ＆ No.1（7月11日、KUKI KK-311）

発売年不明
- 恋の魔法 進行中　森野いずみ（SEXY SOFT SERVICE SS-005）VHS
- SELECT 私の吐息を感じて・・・　森野いずみ（SEX-1 SE-001）VHS
- 美少女・H　森野いずみ（BABY FACE BF-1）VHS
- 『痴』女優 7　森野いずみ（ワープエンターテイメント WI-007）VHS
- Stargirls Mix 5（stars DST-005）DVD 全11名

### オリジナルビデオ
- 新任女教師 狂った果実（1999年4月22日、TMC）監督:城沢錠 - 主演・麻生鈴香（現国教師）役 [5]
- エクスタシー・スペシャル 新任女教師 2（2003年4月22日、TMC）監督:権野元 ほか [6] ※4話のオムニバス作品

## 書籍

### 写真集
- 森野いずみ+田村麻里江写真集 ふたりとデート（2000年4月1日、宙出版）撮影:小町剛廣 ISBN 9784872878011
- 女性アイドル写真集 SWEET TRAP 葵みのり 森野いずみ 川島和津実 水野はるき 安里祐加（2000年12月15日、ケイエスエス）撮影:斉木弘吉 ISBN 9784877095031 全5名
- 女性アイドル写真集 Love Sketch 14GIRL’S HAIR NUDE SELECTION（2001年3月15日、司書房）撮影:横山こうじ ISBN 9784812805312 全14名
- PARADISE ANGEL'S 安里祐加＆森野いずみ写真集（2001年8月1日、GOT）ISBN 9784883834617
- 女性アイドル写真集　裏カラミ01 桜井風花 友崎りん 金沢文子 森野いずみ（2002年1月15日、三和出版）撮影:藪下修 井上一真 横山こうじ 堀内一平 ISBN 9784812805312 全4名
- なごぱら 言いたいことがたくさんあるの（2003年2月14日、竹書房）撮影:斉木弘吉 ISBN 9784812411278 全7名

### 雑誌
- Cream 1999年11月号（ワイレア出版）
- URECCO 1999年12月号、2000年6月号、7月号、12月号（ミリオン出版）
- アクションカメラ 1999年12月号、2001年1月号（ワニマガジン社）
- GOKUH 2000年1月号（ポスター:森野いずみ）、10月号（バウハウス）
- PENTHOUSE SPECIAL 2000年1月号、8月号、2001年1月号（ぶんか社）
- 女のコ あーしたい こーしたい ヤングヒップ増刊号 第27集（2000年1月20日、ワニマガジン社）
- ビデオボーイ 2000年2月号、2001年2月号（英知出版）
- Don't 2000年3月号、9月号（サン出版）
- AV FREAK 2000年3・4月 合併号（メデューサ）
- ベストビデオ 2000年4月号、6月号（袋とじピンナップポスター:森野いずみ）、8月号、10月号（三和出版）
- PG Pink Gold vol.4 2000年4月号（サン出版）
- TOP SPEED 2000年4月号（サン出版）
- MPEG WORLD 2000年5月号（英知出版）
- ACTRESS 2000年5月号（リイド社）
- アクション写真塾 2000年5月号（サン出版）
- デラべっぴん 2000年5月号（英知出版）
- YANCHAEX 2000年6月号 Vol.1（三和出版）
- Bejean 2000年6月号、9月号、12月号、2001年8月号（英知出版）
- Beppin School 2000年6月号（英知出版）
- WEEKLY プレイボーイ 2000年6月6日号（集英社）
- WHIP! ホイップ 2000年7月号（コアマガジン）
- ビデオ情報 2000年7月31日盛夏増刊号（森野いずみ:完全カタログ）、2001年1月号、3月号（付録:森野いずみピンナップカレンダー）（三和出版/日本文芸社）
- ビデオメイトDX 2000年9月号（表紙）（コアマガジン）
- ビデオ THE ワールド 2000年9月号（コアマガジン）
- どアップ娘（2000年9月6日、ダイアプレス）
- オレンジ通信 2000年10月号、11月号（東京三世社）
- Dr ピカソ 2000年11月号（バウハウス）
- THE トップビデオ 2000年12月号、2001年1月号（ダイアプレス）
- Bloom ブルーム vol.2（2000年12月1日、ワイレア出版）
- cospet URECCO 2000年12月25日号増刊（ミリオン出版）
- アップル通信 2001年1月号、2月号（三和出版）
- スーパー写真塾ULTRA VOL.2（2001年1月1日、コアマガジン）
- MEN’S Windows VOL.17（2001年1月18日、コアマガジン）
- SHARK VOL.11（2001年1月20日、ベストセラーズ）
- エキサイティング EX CD-ROM 2001年2月号（ビデオ出版）
- Chuッ 2001年2月号（ワニマガジン社）
- ザ・ベストMAGAZINE 2001年3月号、4月号（ベストセラーズ）
- Love Sketch（2001年3月15日、司書房）
- URECCO gal 2001年4月号（ミリオン出版）
- more PAW モアパウ 2001年4月号（ベストセラーズ）
- PHOTO MAGAZINE KARAMI 04 森野いずみ（2001年5月5日、三和出版）
- MeruFre! magazine BOMBER 2001年6月号（ベストセラーズ）
- 素顔のAVアイドルたち（2001年6月25日、司書房）
- candygirl! 2001年9月号（コアマガジン）
- 美乳美脚エンジェルズ（2002年2月15日、司書房）
- 週刊現代 2002年9月28日号（講談社）
- Apricot VOL.2 2003年1月号（マイウェイ出版）